# Franz Hart
Franz Hart (* 25. November 1910 in München; † 9. Februar 1996 ebenda) war ein deutscher Architekt, Publizist, Schriftgrafiker sowie Hochschullehrer und Direktor des Instituts für Hochbaukonstruktion und Baustoffkunde in München.

## Werdegang
Franz Hart wurde 1910 als Sohn von Franz Hart und einer geborenen Krün geboren. Nach dem Abitur am Wilhelmsgymnasium München nahm er 1929 ein Architektur-Studium an der Technischen Hochschule München auf, das er 1934 als Diplom-Ingenieur abschloss. Er studierte unter anderem bei Hans Döllgast und Robert Vorhoelzer. Anschließend war er auf Empfehlung von Hans Döllgast von 1935 bis 1942 als Mitarbeiter im Architekturbüro Haberäcker in München und Dortmund für Statik und Konstruktion tätig. Nach dem dreijährigen Kriegsdienst zwischen 1942 und 1945 begann Hart 1945 als freischaffender Architekt, Publizist und Schriftgrafiker in München zu arbeiten. Von 1946 bis 1948 war Hart Lehrbeauftragter an der Technischen Hochschule München und wurde dort 1948 als Professor für Hochbaukonstruktion berufen, wo er im gleichen Jahr auch Direktor des Instituts für Hochbaukonstruktion und Baustoffkunde der TH bzw. TU München wurde. 1978 wurde er emeritiert. In den drei Jahrzehnten seiner Lehrtätigkeit wurde Hart zum Vordenker einer ganzen Architektengeneration und prägte zusammen mit Johannes Ludwig und Josef Wiedemann dabei maßgeblich die zweite Münchner Architekturschule.
Franz Hart war ab 1962 ordentliches Mitglied der Bayerischen Akademie der Schönen Künste. Er wurde zudem Mitglied des Bundes Deutscher Architekten.
Er war katholisch, verheiratet mit Irene Hart und starb 1996 in München.

## Bauten und Entwürfe (Auswahl)
- 1947–1950: Umbau des Hauses der Deutschen Erziehung, Bayreuth (heute Sitz von E.ON)
- 1947–1951: Kraftwerk Walchenseekraftwerk, Niedernach (unter Denkmalschutz)[2]
- 1951: Wasserkraftwerk Niederaichbach[3]
- 1951: Wasserkraftwerk Altheim bei Landshut[4]
- 1951–1952: Haus Leppert – Marienbadweg, Bayreuth
- 1953: Haus Augsdörfer, Bayreuth
- 1954–1956: Maxwehr, Landshut[5]
- 1955: Haus Weigel, Edling
- 1956: Haus von Sybel, Krailing
- 1957: Haus Kugel, München
- 1953–1959: Deutsches Patent- und Markenamt, München mit Claus Winkler und Georg Hellmuth Winkler

Der Atriumbau und das Hochhaus aus Backstein-Mauerwerk wurden von 1954 bis 1959 an Stelle der ehemaligen Schwere-Reiter-Kaserne errichtet, 1959 war es das höchste Amtsgebäude in München.1956: Schriftgestaltung für den Wiederaufbau des Siegestors, München
- 1956–1959: Mensa und Studentenhaus der TH bzw. Technischen Universität München mit Günther Ludwig Eckert und Ernst Bogenberger
- 1958–1960: Bahnsteighalle des Münchner Hauptbahnhofs mit H. Gerbel und der Bauabteilung der Bundesbahndirektion München (unter Denkmalschutz)[6]
- 1960: Institut für Technische Physik der Technischen Universität München, Luisenstraße / Gabelsbergerstraße mit Josef Wiedemann (unter Denkmalschutz)[7]
- 1962: Überdachung des Olympia-Eissport-Zentrums, Garmisch-Partenkirchen
- 1957–1963: Institut für Hochspannungstechnik der Technischen Universität München, Theresienstraße / Luisenstraße mit Werner Eichberg (unter Denkmalschutz)[8]
- 1960–1964: Fakultät für Allgemeine Wissenschaften der Technischen Universität München, Arcisstraße und Barer Straße mit Johannes Ludwig und A. Hlawaczek (2010 abgebrochen)
- 1964–1965: Salvatorgarage mit Bürogebäude, München mit Ernst Bogenberger (aufgestockt von Peter Haimerl, unter Denkmalschutz)[9]

Eines von Harts Hauptwerken ist das Parkhaus an der Münchner Salvatorstraße, das mit Ziegelmauerwerk und vertikalen Lichtöffnungen an die noch vorhandenen Reste der mittelalterlichen Stadtmauer Münchens anknüpft und auf diese Weise den besonderen Charakter des Ortes betont.
- 1971–1974: Haus, Fischen
- 1969–1975: Verbindungsgang zwischen Bibliothek und Sammlungsbau des Deutschen Museums, München
- 1981: Gedenktafel aus Bronze an der Münchner Freiheit zur Erinnerung an die Widerstandsgruppe Freiheitsaktion Bayern[10]
- 1980–1985: Fassadengestaltung Volksbank, Eichstätt mit Thäle & Wimmer (Statik: Martinka + Grad, Lichtplaner: Walter Bamberger; Künstler: Peter Recker, Florian Lechner und Franz Maurer)

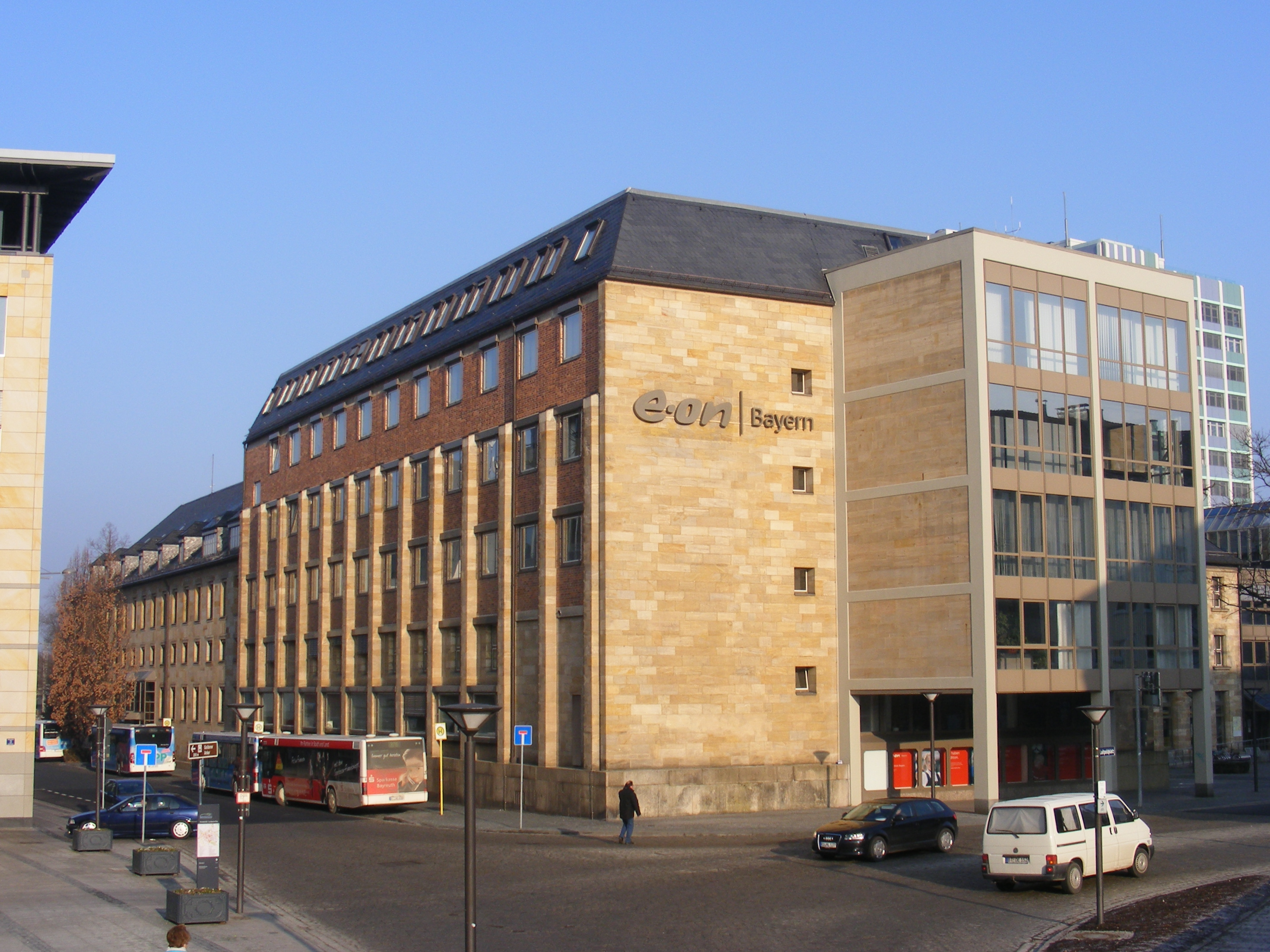
Ehemaliges „Haus der Deutschen Erziehung“ in Bayreuth
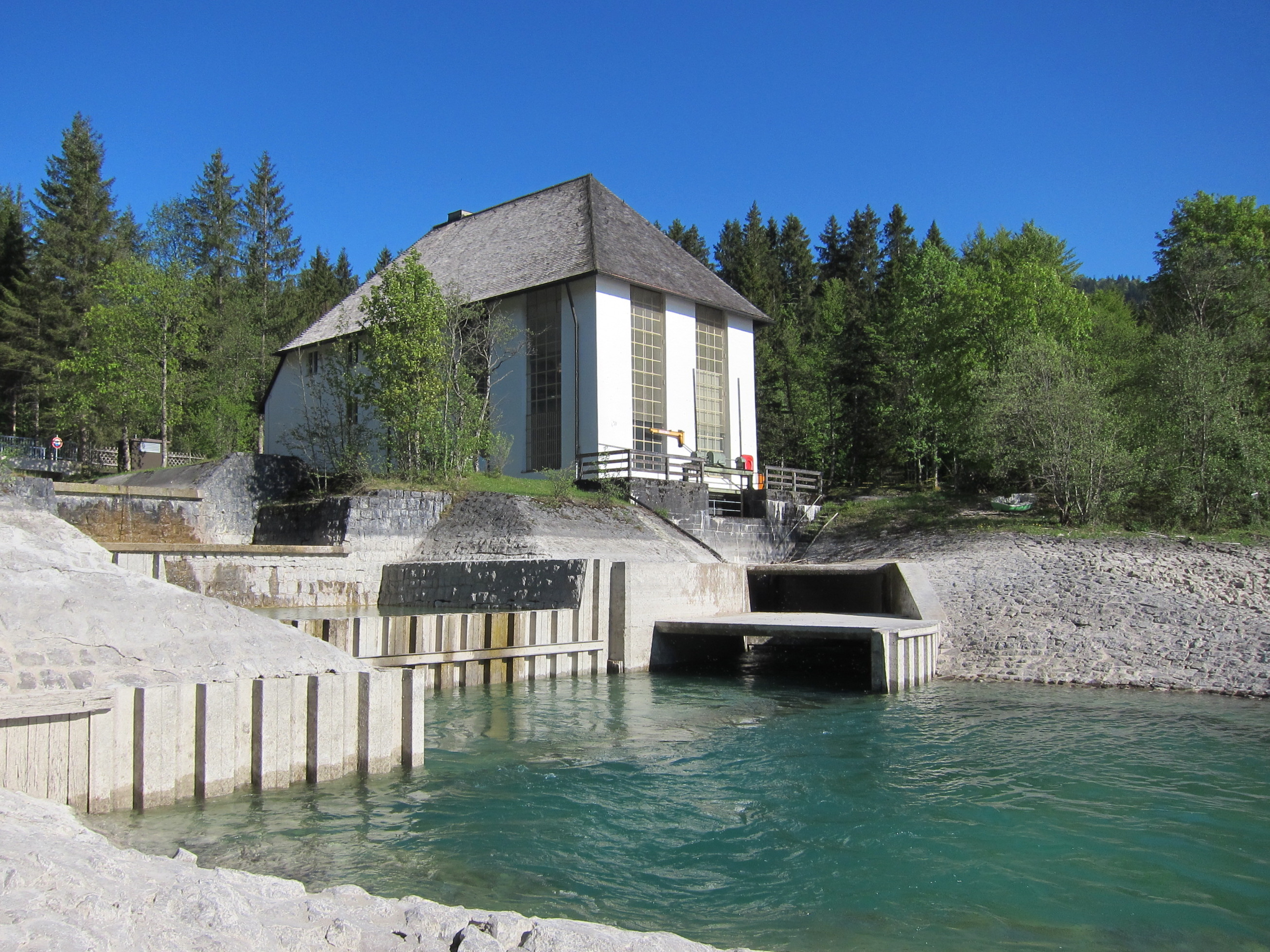
Kraftwerk Niedernach
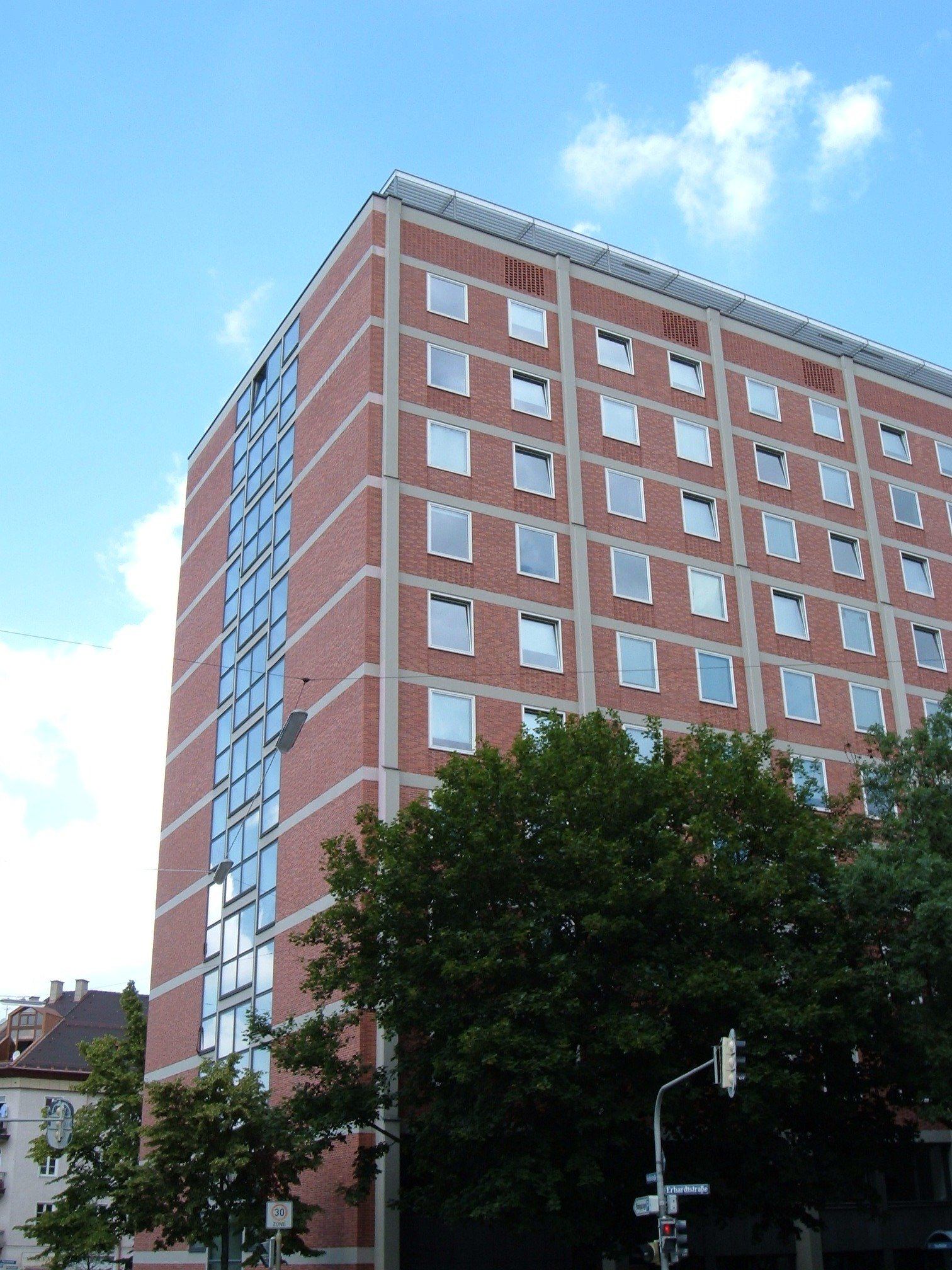
Deutsches Patent- und Markenamt in München
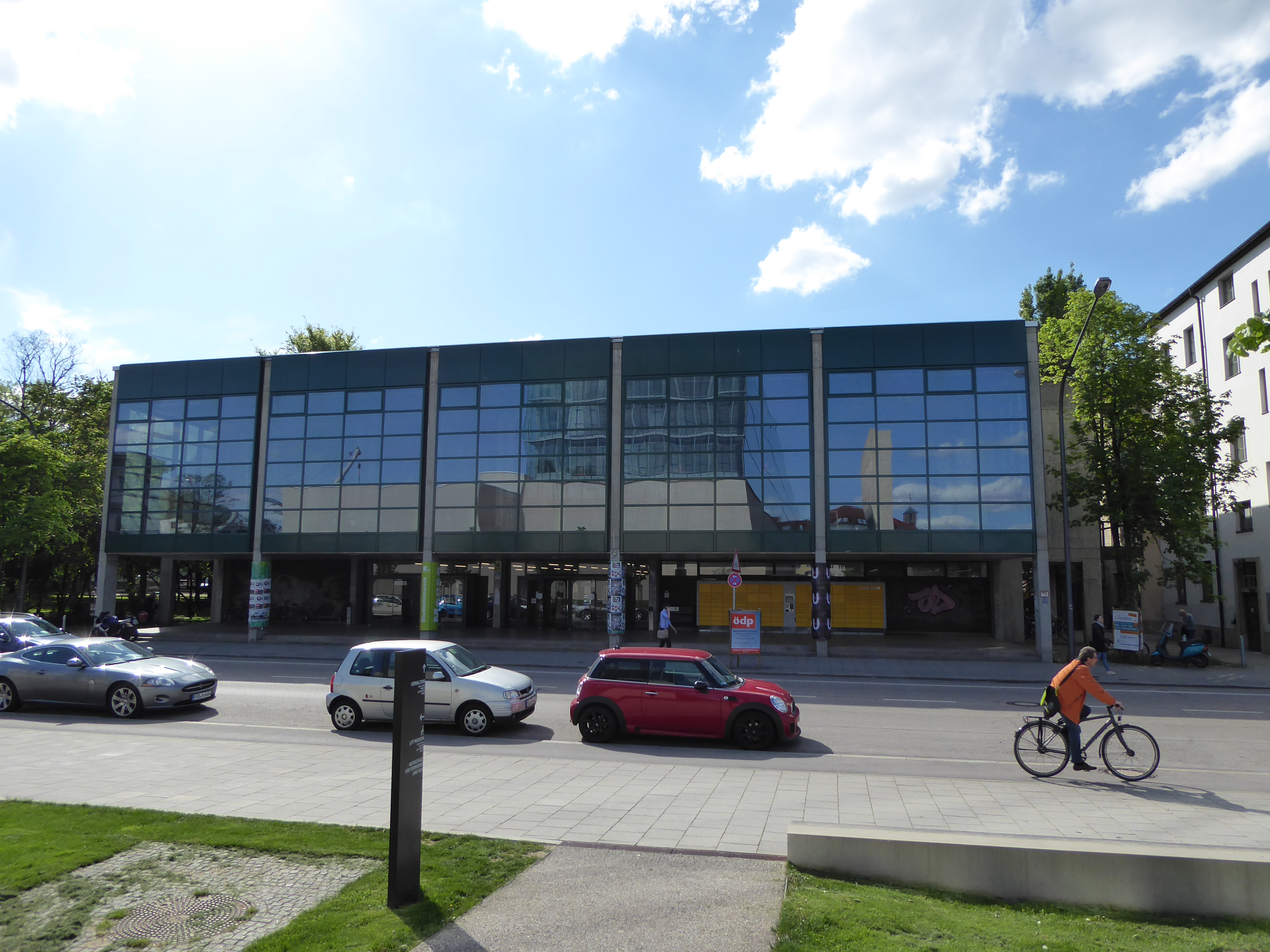
Mensa der Technischen Universität München
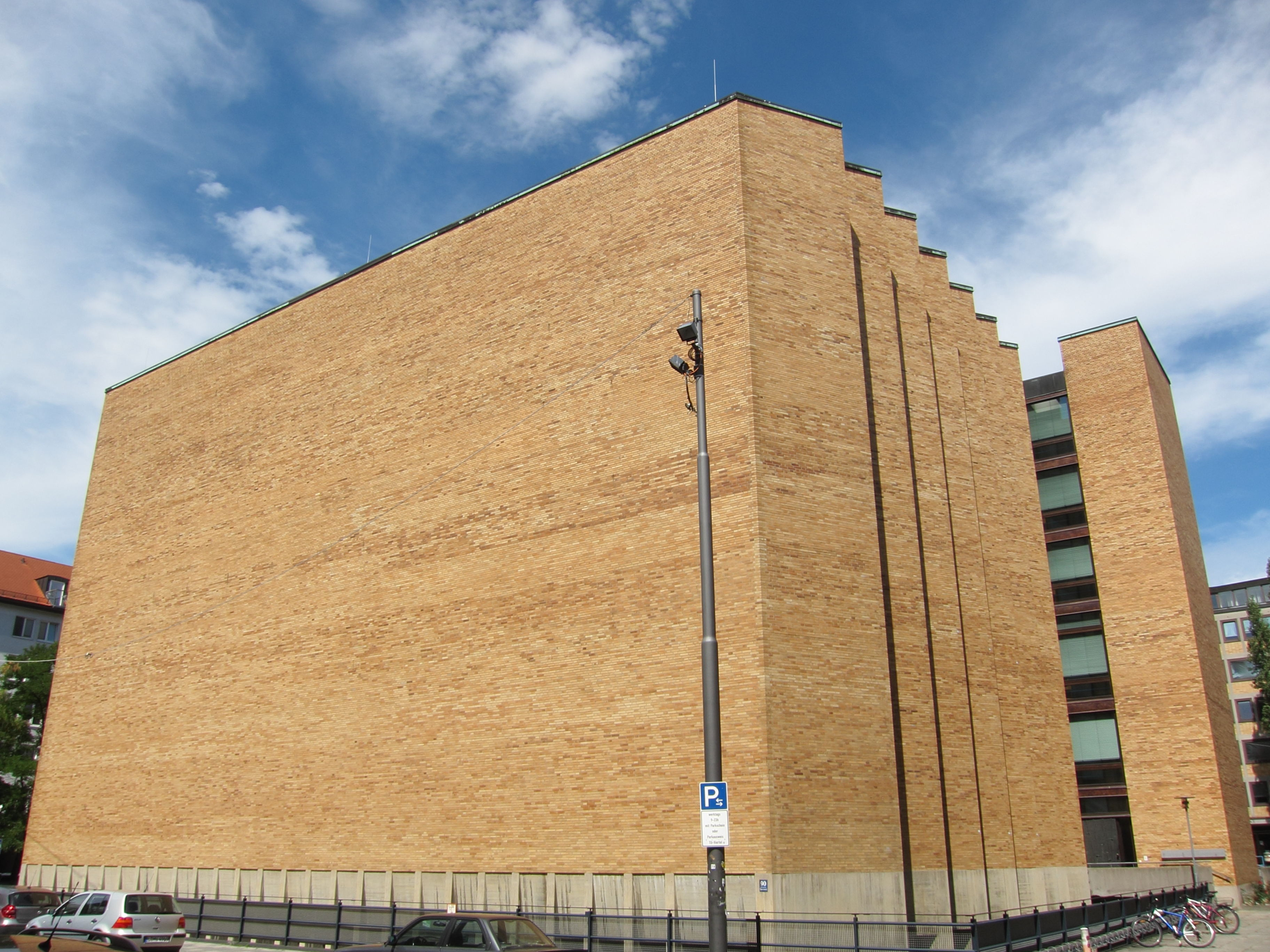
Institut für Hochspannungstechnik der Technischen Universität München
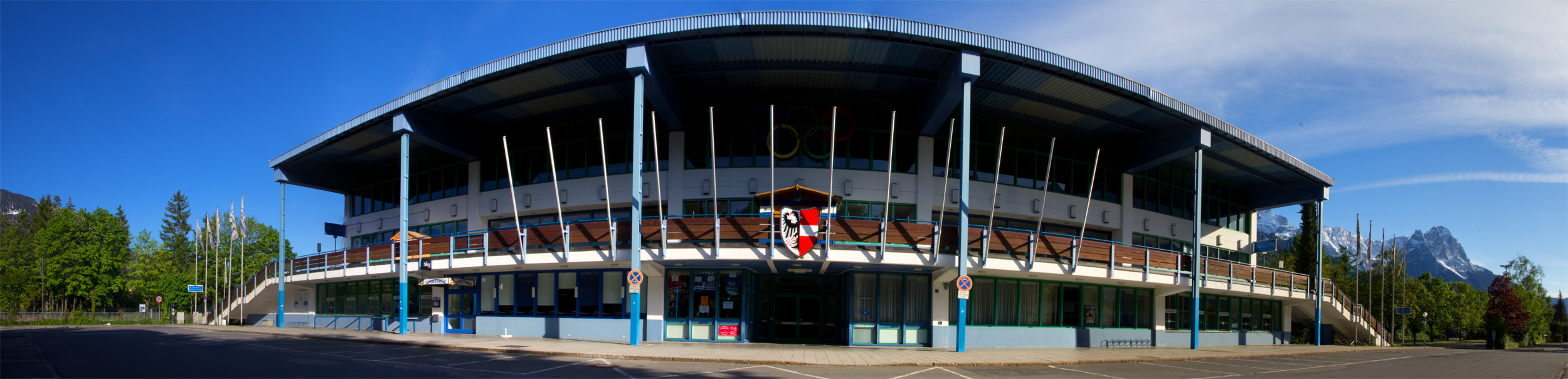
Olympia-Eissport-Zentrum in Garmisch-Partenkirchen
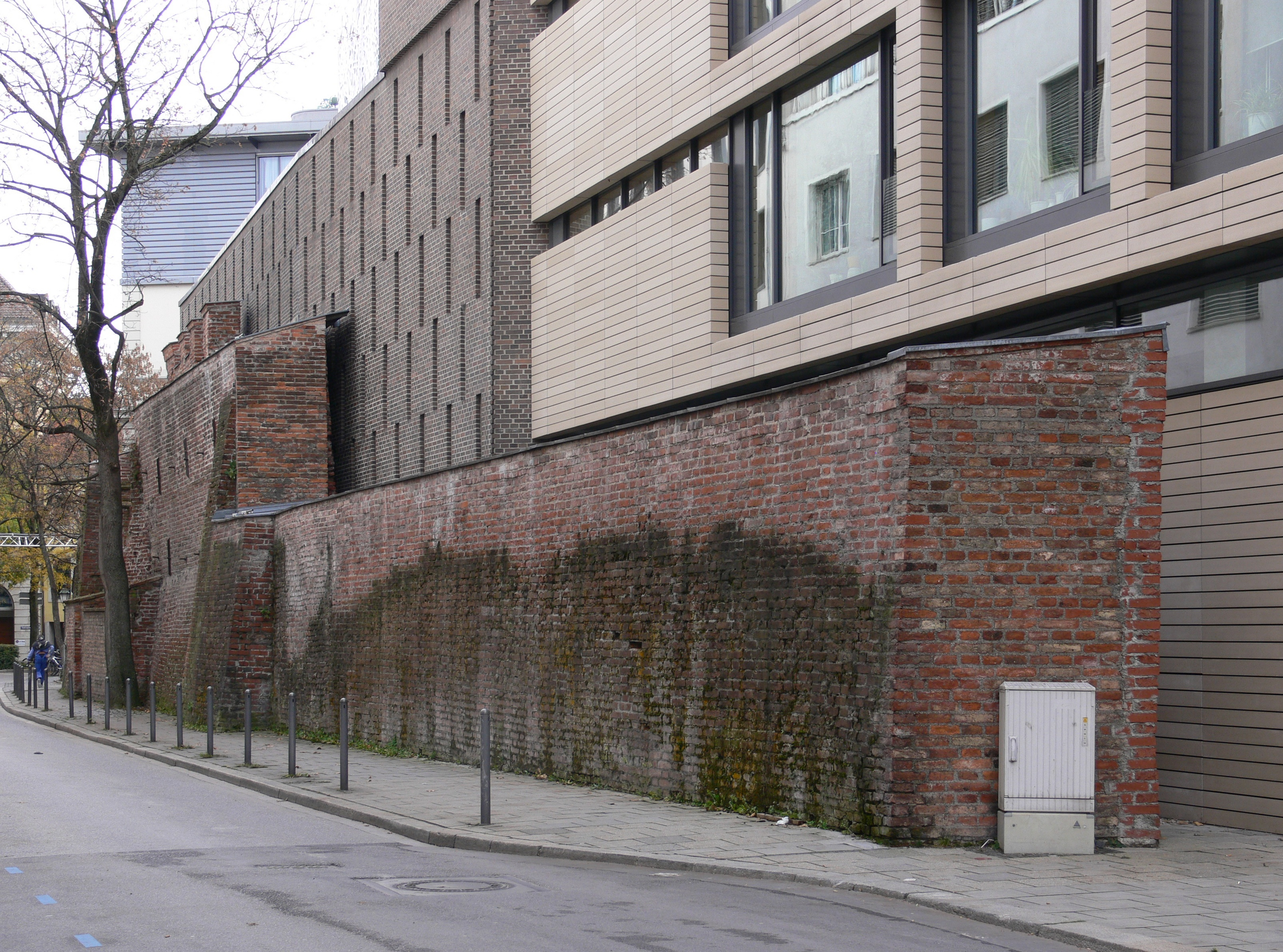
Salvatorgarage in München

## Bücher
- Baukonstruktion für Architekten. 1951.
- Skelettbauten. Georg D. W. Callwey, München 1956.
- als Hrsg. mit Ernst Bogenberger: Der Mauerziegel. Ein technisches Handbuch. München 1964.
- Kunst und Technik der Wölbung. 1965.
- als Hrsg. mit Walter Henn und Hansjürgen Sontag: Stahlbauatlas. Geschossbauten. Verlag Architektur + Baudetail, München 1974, ISBN 3-7625-0515-2.
- als Hrsg. mit Wolfgang Brennecke, Heiko Folkerts und Friedrich Haferland: Dachatlas. Geneigte Dächer. Institut für internationale Architektur-Dokumentation, München 1980.
- als Hrsg. mit Rolf Berner, Michael Werling und Gerd Volker Heene: Flachdach. Architektur, Konstruktion. Gütersloh 1983, ISBN 3-570-01306-5.
- als Hrsg. mit Hansjürgen Sontag und Walter Henn: Stahlbauatlas. Geschoßbauten. Verlag Architektur und Baudetail, München 1974; 2., neu bearbeitete Auflage, Institut für internationale Architektur-Dokumentation, München 1982, ISBN  978-3-7625-0909-7; unveränderter Nachdruck: Rudolf Müller, Köln 1994.
- Ein erneuerter Vierseithof in Niederbayern. In: Der Bauberater. Jahrgang 1993.

## Ehrungen und Preise
- 1967: BDA Preis Bayern für Salvatorgarage mit Bürogebäude der Bayerischen Staatsbank, München
- 1974: Bayerischer Verdienstorden

## Mitarbeiter und Schüler
(Quelle: )
- Heinz Hilmer
- Heiko Folkerts
- Christoph Sattler
- Karljosef Schattner
- Hubert Caspari
- Reinhard Omir
- Sampo Widmann